# یاسترب
یاسترب (به لاتین: Jastreb) یک منطقهٔ مسکونی در مونته‌نگرو است که در شهرداری دانیلوگراد واقع شده‌است. یاسترب ۳۰۳ نفر جمعیت دارد.